# Seymourové

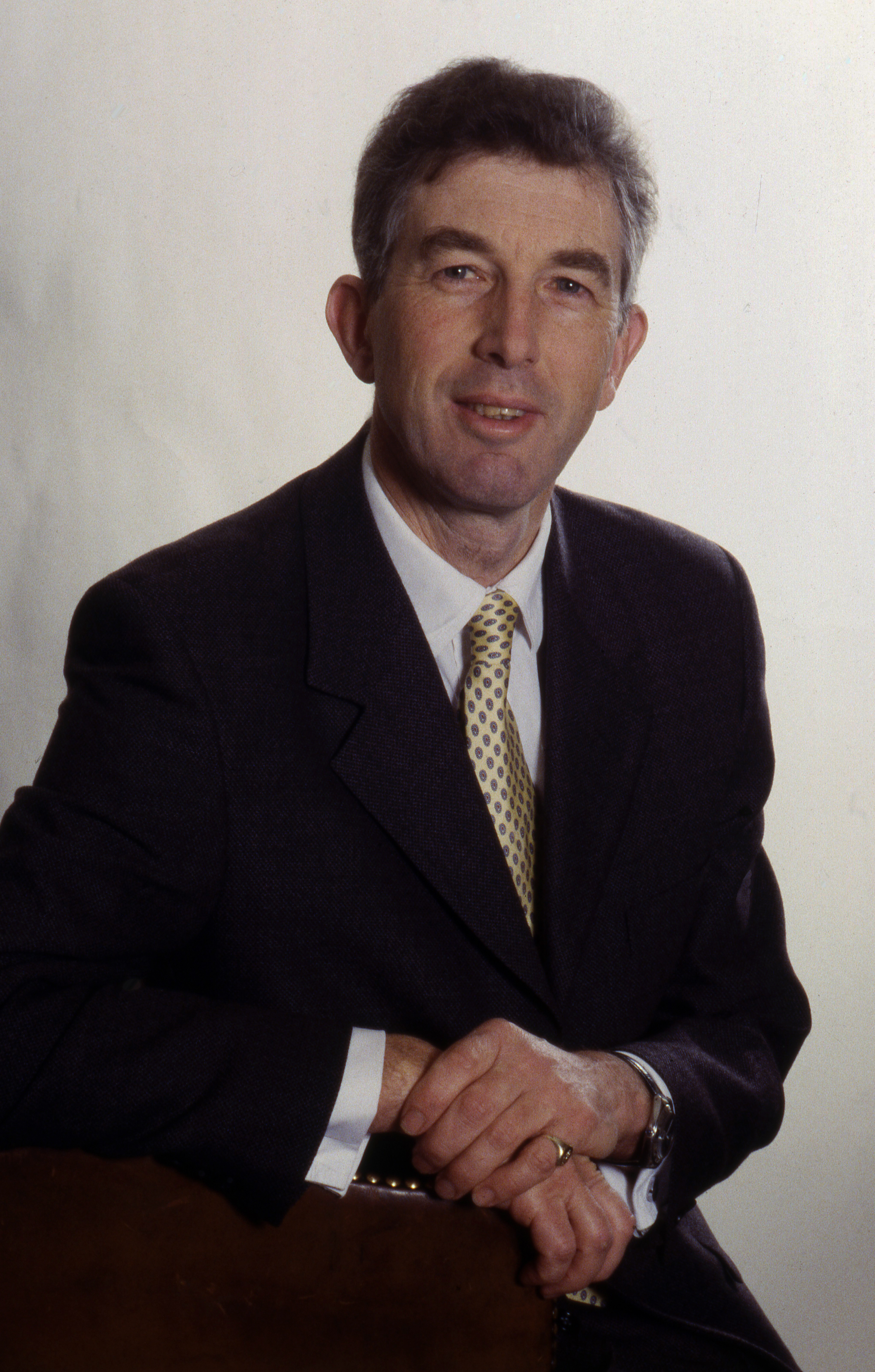
John Seymour, 19. vévoda ze Somersetu (*1952)

Seymourové jsou anglický šlechtický rod připomínaný od 13. století, pravděpodobně má normanský původ a do Anglie přišel již s Vilémem Dobyvatelem. Důležitou úlohu v dějinách Anglie sehráli v 16. století, kdy Jana Seymourová byla jednou ze šesti manželek Jindřicha VIII. a matkou krále Eduarda VI. Její bratr Edward (1500-1552) se za nezletilého Eduarda VI. stal anglickým lordem protektorem a získal titul vévody ze Somersetu (1547). Nakonec byl popraven, ale potomci dosáhli znovu vysokého postavení a navrácení vévodského titulu (1660). V mladší linii byl rodině v roce 1793 udělen titul markýzů z Hertfordu. V 21. století rod reprezentují John Michael Edward Seymour, 19. vévoda ze Somersetu (* 1952), a Henry Jocelyn Seymour, 9. markýz z Hertfordu (* 1958). Vévoda ze Somersetu sídlí na zámku Bradley Hall (Wiltshire), markýz z Hertfordu žije na zámku Ragley Hall (Warwickshire).
Řada členů rodu zastávala vysoké funkce u dvora, ve vládě, armádě a námořnictvu, v obou hlavních větvích vévodů ze Somersetu a markýzů z Hertfordu získalo deset Seymourů nejvyšší britské vyznamenání Podvazkový řád. V dějinách britského parlamentu drží Seymourové jeden zajímavý rekord – ve druhé polovině 18. století z linie markýzů z Hertfordu zasedalo v Dolní sněmovně souběžně šest bratrů Seymourů, synů 1. markýze z Hertfordu.
Seymourové původně sídlili ve Walesu, kde vlastnili hrad Penhow Castle, později získali majetek v několika anglických hrabstvích. Od 16. století dodnes je jejich majetkem hrad Berry Pomeroy Castle (Devon), který patří k vyhledávaným turistickým cílům. V minulosti patřil do jejich majetku architektonicky hodnotný zámek Petworth House (Sussex). Ještě v 19. století patřily vévodům ze Somersetu desetitisíce hektarů půdy v hrabstvích Somerset a Wiltshire, do současnosti ale hodnota jejich majetku ve srovnání s jinými vévodskými rody Velké Británie poklesla.

## Dějiny

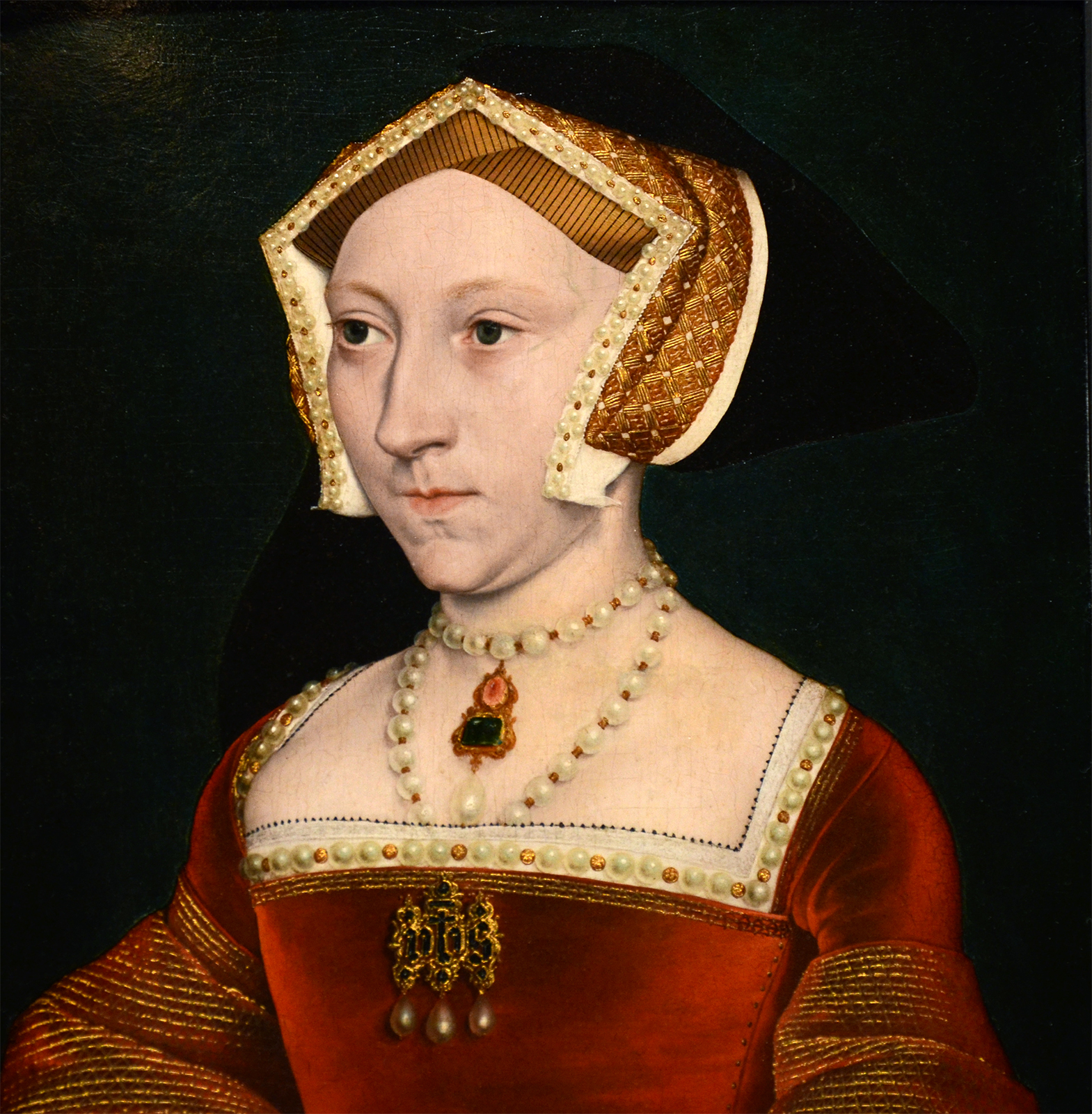
Jana Seymourová, anglická královna, třetí manželka Jindřicha VIII. (Hans Holbein, 1540

Rod má pravděpodobně normanský původ a do Anglie přišel s Vilémem Dobyvatelem. První prokazatelní předkové se připomínají pod jménem St. Maur ve 13. století ve Walesu, kde byl jejich sídlem hrad Penhow Castle. Díky sňatku získali ve 14. století statky v hrabstvích Somerset, Devon a Suffolk, tehdy také došlo ke změně jména do anglické podoby Seymour. V hrabství Wiltshire byl jejich sídlem zámek Wulfhall, který zůstal opuštěn po popravě prvního vévody ze Somersetu a rodina přesídlila na nedaleký zámek Tottenham Hall.
Většího vlivu nabyl rod v osobě Sira Johna Seymoura (1474-1536), který sloužil v armádě a dostal se ke dvoru Jindřicha VII. Jeho dcera Jane (1508-1537) se v roce 1536 stala třetí manželkou Jindřicha VIII. a matkou jeho jediného syna Eduarda VI. Zemřela krátce po porodu, na blízkém příbuzenském vztahu ke královské rodině založil svou kariéru její bratr Edward Seymour (1500-1552), který se po smrti Jindřicha VIII. stal poručníkem svého synovce Eduarda VI. a anglickým lordem-protektorem. Pro svůj rod získal v roce 1547 titul vévody ze Somersetu, svou politikou ale získal řadu nepřátel a nakonec byl popraven, rodině byly odňaty tituly i majetek. Ještě předtím skončil na popravišti i jeho mladší bratr Thomas (1508-1549). Ještě během 16. století však potomci dosáhli majetkové rehabilitace, titul vévody ze Somersetu jim byl ale přiznán znovu až v roce 1660.

### Vévodové ze Somersetu

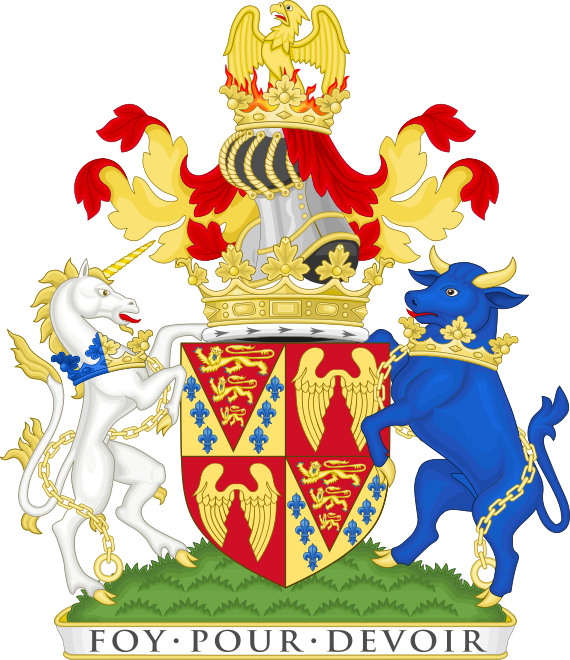
Erb vévodů ze Somersetu

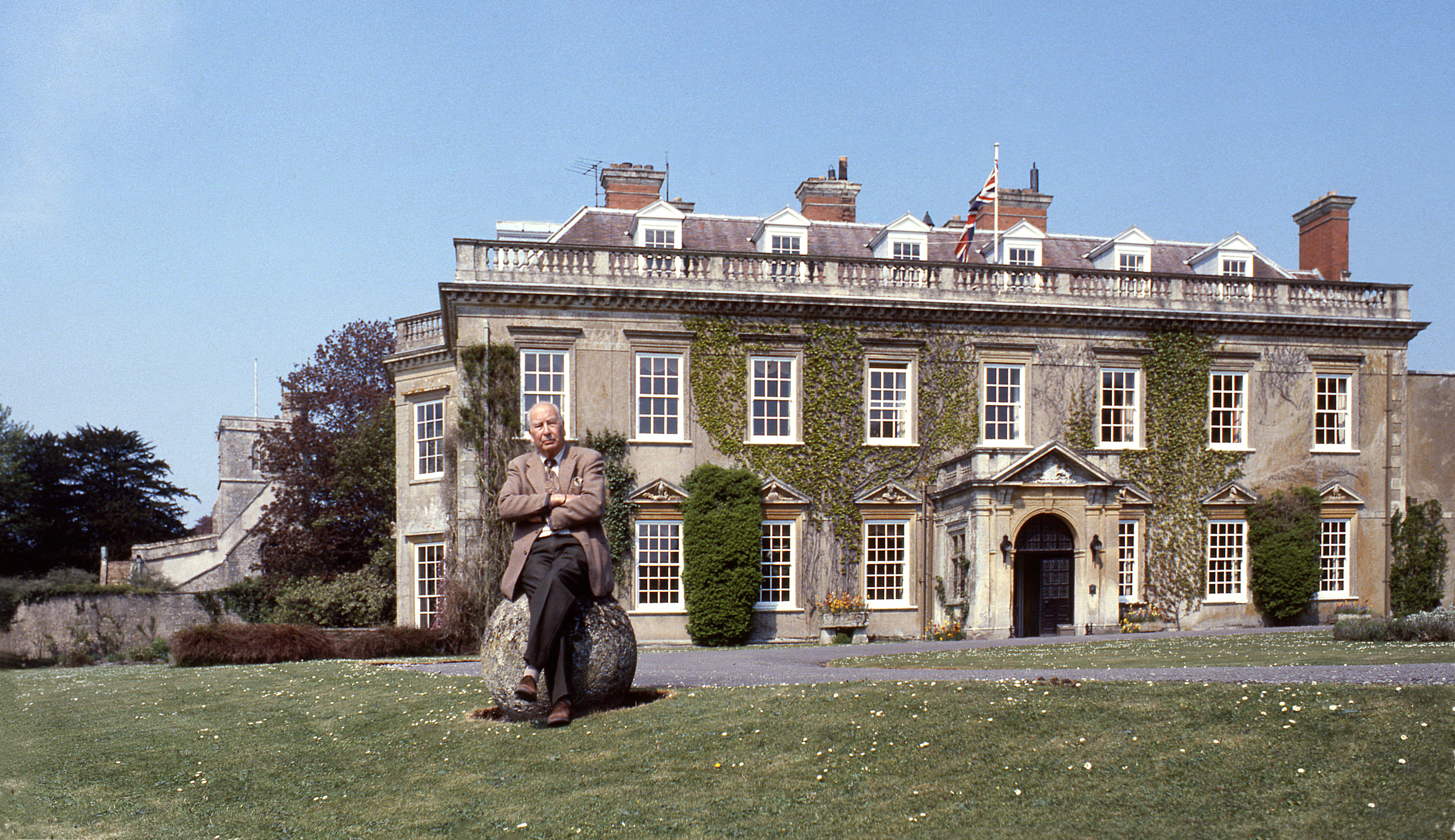
Percy Seymour, 18. vévoda ze Somersetu, před rodovým sídlem Bradley House (Wiltshire)

Titul vévodů ze Somersetu byl udělen rodině Seymourů po bezdětné smrti Henryho Fitzroye, vévody ze Somersetu, nemanželského syna Jindřicha VII. Na vévodu ze Somersetu byl v roce 1547 povýšen Edward Seymour (1500-1552) díky svému příbuzenskému vztahu ke královské rodině (jeho sestra Jane Seymourová byla třetí manželkou Jindřicha VIII. a matkou Eduarda VI.) Edward Seymour byl v roce 1552 popraven, jeho rodině byl zabaven majetek a odňaty tituly. K navrácení majetku došlo částečně již v roce 1558, později byl z bývalé titulatury obnoven alespoň titul hrabat z Hertfordu, ale titul vévodů ze Somersetu získal rod až po anglické revoluci a restauraci Stuartovců v roce 1660 v osobě Williama Seymoura (1587-1660). Charles Seymour, 6. vévoda ze Somersetu (1662-1748), byl vlivným dvořanem a významně rozšířil rodový majetek převzetím dědictví po vymřelé rodině hrabat z Northumberlandu. Jeho syn Algernon (1684-1750) byl v roce 1749 navíc povýšen na hraběte z Northumberlandu a z Egremontu, po jeho úmrtí bez potomstva byla rodová titulatura rozdělena na tři části. Northumberland jako vévodství přešlo na spřízněný rod Smithsonů, titul hraběte z Egremontu zdědil Algernonův synovec z rodu Wyndhamů a vévodství Somerset převzala mladší větev Seymourů v linii baronetů z Berry Pomeroy. V 19. století rod krátce užíval původní rodové jméno St. Maur, v roce 1863 také získali titul hraběte ze St. Maur s platností pro celé Spojené království (titul vévodů ze Somersetu platil pouze v Anglii).
K významným rodovým sídlům patřil zámek Petworth House (Sussex), který zdědil šestý vévoda ze Somersetu po hrabatech z Northumberlandu a ten se také zasloužil o jeho radikální přestavbu koncem 17. století. Bohaté umělecké sbírky v prostorách zámku soustředil ale až nástupnický rod Wyndhamů, který jej zdědil v roce 1750. V 19. století vévodové ze Somersetu vlastnili také řadu menších sídel v různých hrabstvích (Stover Lodge v Devonu)

### Markýzové z Hertfordu

Erb markýzů z Hertfordu

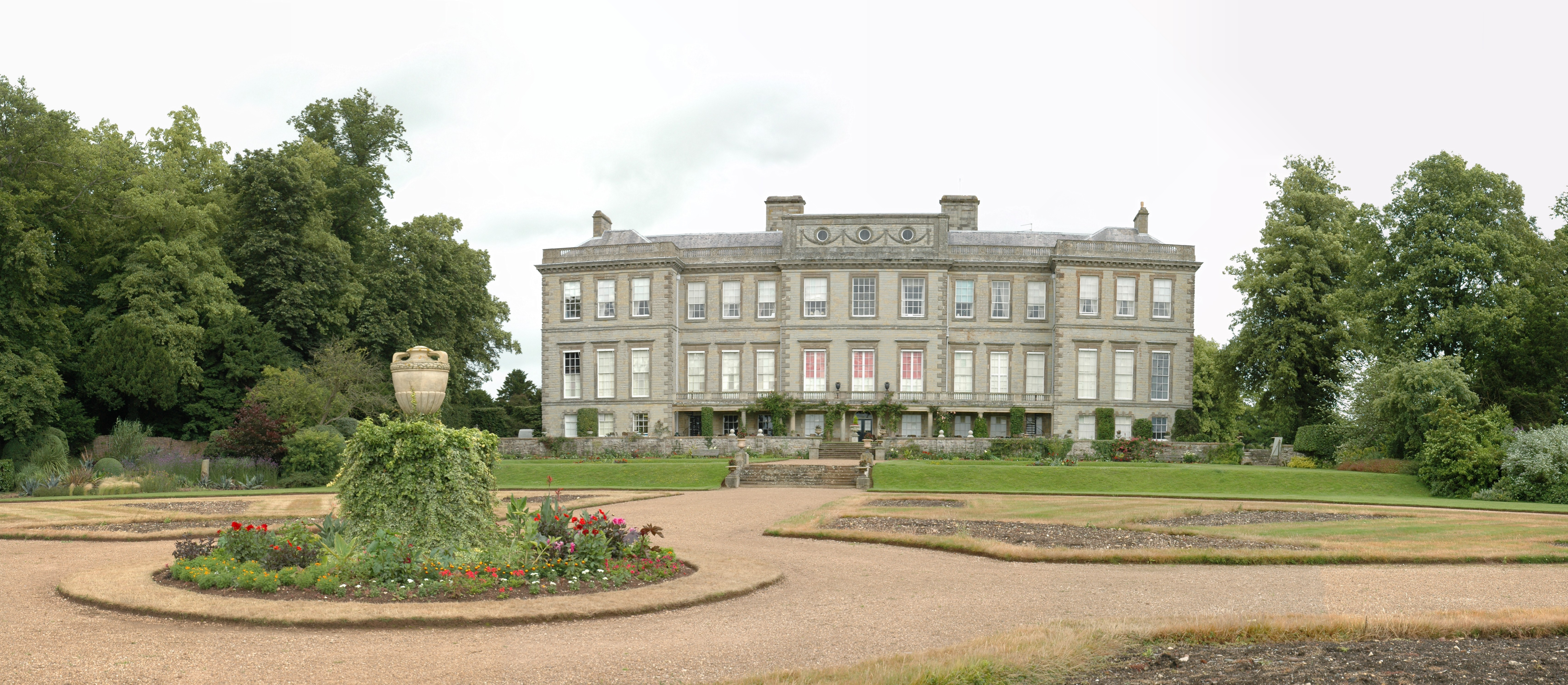
Zámek Ragley Hall (Warwickshire), hlavní sídlo markýzů z Hertfordu

Hertford je hrabství se stejnojmenným hlavním městem nedaleko od Londýna. Od roku 1138 užíval titul hrabat z Hertfordu rod Clare (později též hrabat z Gloucesteru), v roce 1314 splynul titul s korunou. Až roku 1537 byl na hraběte z Hertfordu povýšen Edward Seymour (1500-1552), který patřil k významným osobnostem za vlády Eduarda VI. a později získal navíc titul vévody ze Somersetu. R. 1552 byl však popraven a tituly byly rodině odňaty. Edward Seymour (1537-1621) získal později zpět alespoň titul hraběte z Hertfordu (1559). Roku 1641 byl pak Hertford pro Williama Seymoura povýšen na markýzát. Na počátku restaurace byl rodu Seymourů obnoven také titul vévody ze Somersetu (1660) a tituly tak opět splynuly. Když roku 1750 zemřel Algernon Seymour, 7. vévoda ze Somersetu (zároveň byl hrabětem z Northumberlandu, hrabětem z Egremontu) jeho tituly byly rozděleny na tři díly mezi příbuzenstvo, ale markýzát Hertford načas zanikl. Samostatný hraběcí titul a později markýzát z Hertfordu byl udělen rodu Seymour-Conway, což byla vedlejší větev rodu vévodů ze Somersetu odštěpená v 16. století. Roku 1703 získala tato větev titul baronů z Conway a později z toho vzniklo nové rodové jméno Seymour-Conway. Francis Seymour-Conway, 2. baron Conway (1718-1794), byl pak v roce 1750 povýšen na hraběte a nakonec v roce 1793 i na markýze z Hertfordu a na hraběte z Yarmouthu. Následník markýze užívá titul hraběte z Yarmouthu.
Unikátním rodovým sídlem je zámek Ragley Hall v hrabství Warwickshire. Toto panství koupil první markýz z Hertfordu roku 1750 a vzápětí nechal přestavět původní zámek z roku 1780. Se stavbou a několikerými úpravami zámku jsou spojena jména známých architektů (např. James Wyatt) a současná podoba zámku představuje jednu z nejlepších ukázek palladiánské architektury. James Wyatt projektoval pro prvního markýze také další zámek, Sudbourne Hall v Suffolku. Dalším sídlem této rodové větve byl palác Hertford House v Londýně, který je dnes znám jako bohaté muzeum malířství pod názvem Wallace Collection.

### Baroneti z Berry Pomeroy
Panství s hradem Berry Pomeroy v Devonu získal v roce 1547 lord protektor Edward Seymour, 1. vévoda ze Somersetu, od původních majitelů z rodu Pomeroy. Somerset pravděpodobně panství nikdy nenavštívil a po jeho popravě v roce 1552 byl majetek rodině zabaven. Jeho syn Sir Edward Seymour (†1593) dosáhl po složitých jednáních v roce 1558 navrácení části majetku, hrad Berry Pomeroy nechal přestavět a učinil z něj své hlavní sídlo. V další generaci pak Sir Edward (1563-1613) získal v roce 1611 titul baroneta (Baronet Seymour of Berry Pomeroy). Z této rodové linie vynikl Sir Edward Seymour, 4. baronet (1633-1708), který zastával funkce ve vládě, u dvora a dvakrát byl předsedou Dolní sněmovny. Z jeho potomstva pochází současná linie vévodů ze Somersetu i markýzů z Hertfordu.
Hrad Berry Pomeroy zůstal opuštěn již koncem 17. století, kdy předseda Dolní sněmovny Sir Edward Seymour nechal postavit zámek Bradley House (Wiltshire) blíž k Londýnu. Zámek byl v 19. století kvůli vysokým finančním nákladům na údržbu přestavěn v mnohem menších rozměrech. Poblíž zámku Bradley House je kostel Všech Svatých, který od 19. století slouží jako pohřebiště vévodů ze Somersetu. V době romantismu v 19. století se zvýšil zájem o zříceniny hradu Berry Pomeroy, které nechali Seymourové zakonzervovat a zpřístupnili je pro veřejnost. Hrad Berry Pomeroy je dodnes majetkem rodu, ale spravuje jej organizace English Heritage.

## Osobnosti
- John Seymour (1474-1536), vojevůdce, dvořan
- Edward Seymour, 1. vévoda ze Somersetu (1500-1552), vojevůdce, dvořan, lord protektor Anglie, strýc Eduarda VI., 1547 povýšen na vévodu ze Somersetu, popraven
- Jana Seymourová (1508-1537), anglická královna, třetí manželka Jindřicha VIII., matka Eduarda VI.
- Thomas Seymour, 1. baron Seymour ze Sudeley (1508-1549), diplomat, dvořan, vojevůdce, popraven
- William Seymour, 2. vévoda ze Somersetu (1588-1660), dvořan, politik, vojevůdce, 1660 obnovení titulu vévody ze Somersetu
- Francis Seymour, 1. baron Seymour z Troubridge (1590-1664), vojevůdce, 1641 baron z Troubridge
- Sir Edward Seymour (1633-1708), politik, předseda Dolní sněmovny
- Charles Seymour, 6. vévoda ze Somersetu (1662-1748), politik, dvořan, prezident Tajné rady, nejvyšší štolba
- Algernon Seymour, 7. vévoda ze Somersetu (1684-1750), dvořan, generál
- Francis Seymour-Conway, 1. markýz z Hertfordu (1718-1794), dvořan, diplomat, místokrál v Irsku
- Henry Seymour-Conway (1719-1795), maršál, ministr vnitra a zahraničí
- Francis Seymour-Conway, 2. markýz z Hertfordu (1743-1822), diplomat, politik, nejvyšší štolba, nejvyšší komoří
- Hugh Seymour (1759-1801), admirál
- Sir Michael Seymour (1768-1834), admirál
- Sir George Francis Seymour (1787-1870), admirál, nejvyšší hofmistr
- Sir George Hamilton Seymour (1797-1880), vyslanec v Belgii, Portugalsku, Rusku a Rakousku
- Sir Michael Seymour (1802-1887), admirál, velitel v Indickém oceánu, člen Dolní sněmovny
- Edward Adolphus Seymour, 12. vévoda ze Somersetu (1804-1885), ministr námořnictva
- Francis Hugh Seymour-Conway, 5. markýz z Hertfordu (1812-1884), nejvyšší komoří
- Frederick Seymour-Conway, 1. baron Alcester (1821-1895), admirál, velitel ve Středozemním moři, 1882 baron
- Sir Michael Culme-Seymour (1836-1920), admirál, velitel ve Středozemním moři
- Sir Edward Hobart Seymour (1840-1929), admirál, velitel v Čínském moři
- Sir Michael Culme-Seymour (1867–1925), admirál
- Sir Horace James Seymour (1885-1978), diplomat, velvyslanec v Číně